# Moteur V6 Alfa Romeo
Le moteur Alfa Romeo V6 (également appelé V6 Busso) est un moteur V6 à 60° fabriqué par Alfa Romeo de 1979 à 2005.  Il a été développé au début des années 1970 par l'ingénieur italien Giuseppe Busso, il est monté pour la première fois sur l'Alfa 6 en 1979 avec une cylindrée de 2,5 L (2 492 cm3) et une culasse à arbre à cames en tête simple équipée de 12 soupapes. 
Les versions ultérieures allaient de 1 996 cm3 à 3 179 cm3 et étaient équipées du célèbre double arbre à cames en tête ainsi que de 24 soupapes. La conception originale avait des tiges de poussée courtes pour les soupapes d'échappement dans une conception similaire aux moteurs Lancia Fulvia antérieurs. La première version double arbre à cames en tête en tête équipait l'Alfa Romeo 164 de 1993, avec un bloc moteur et une tête en alliage d'aluminium avec des soupapes d'échappement remplies de sodium.
Le V6 Busso a été utilisé par la suite dans des voitures en kit comme l'Ultima GTR, la série Hawk HF et le DAX,,, ainsi que la voiture de sport Gillet Vertigo  et la Lancia Aurelia B20GT Outlaw. En août 2011, le magazine EVO écrivait que « le V6 Alfa Romeo d'origine était le moteur de route à six cylindres le plus glorieux de tous les temps[réf. nécessaire]. »
Grâce à son bruit merveilleux, le V6 Busso est aussi surnommé le « violon d'Arese » ou « violon d'Alfa ».

## 12 soupapes

### 2.0 L
La version de 2.0 L de cylindrée (1 996 cm3) est introduite en 1983. Deux versions de 136 cv (carburateur) et 132 cv (injection) sont disponibles dès le début de la production.
Modèles équipés du 2.0 L :
- 1983–1986, Alfa Romeo Alfa 6 2.0 V6
- 1984–1987, Alfa Romeo 90 2.0 V6

### 2.0 L Turbo
Une version 2.0 L turbocompressée, directement dérivée du 3.0 L 12 V a été introduite avec l'Alfa Romeo 164 en 1991. Il développait 210 cv et 306 nm avec un alésage de 80 mm × 66,2 mm.
Modèles équipés du 2.0 L Turbo :
- 1991–1992, Alfa Romeo 164 V6 Turbo ;
- 1992–1997, Alfa Romeo 164 Super V6 TB ;
- 1994–2000, Alfa Romeo GTV 2.0 V6 TB ;
- 1998–2000, Alfa Romeo Spider 2.0 V6 TB ;
- 1996–2000, Alfa Romeo 166 Super V6 TB.

### 2.5 L

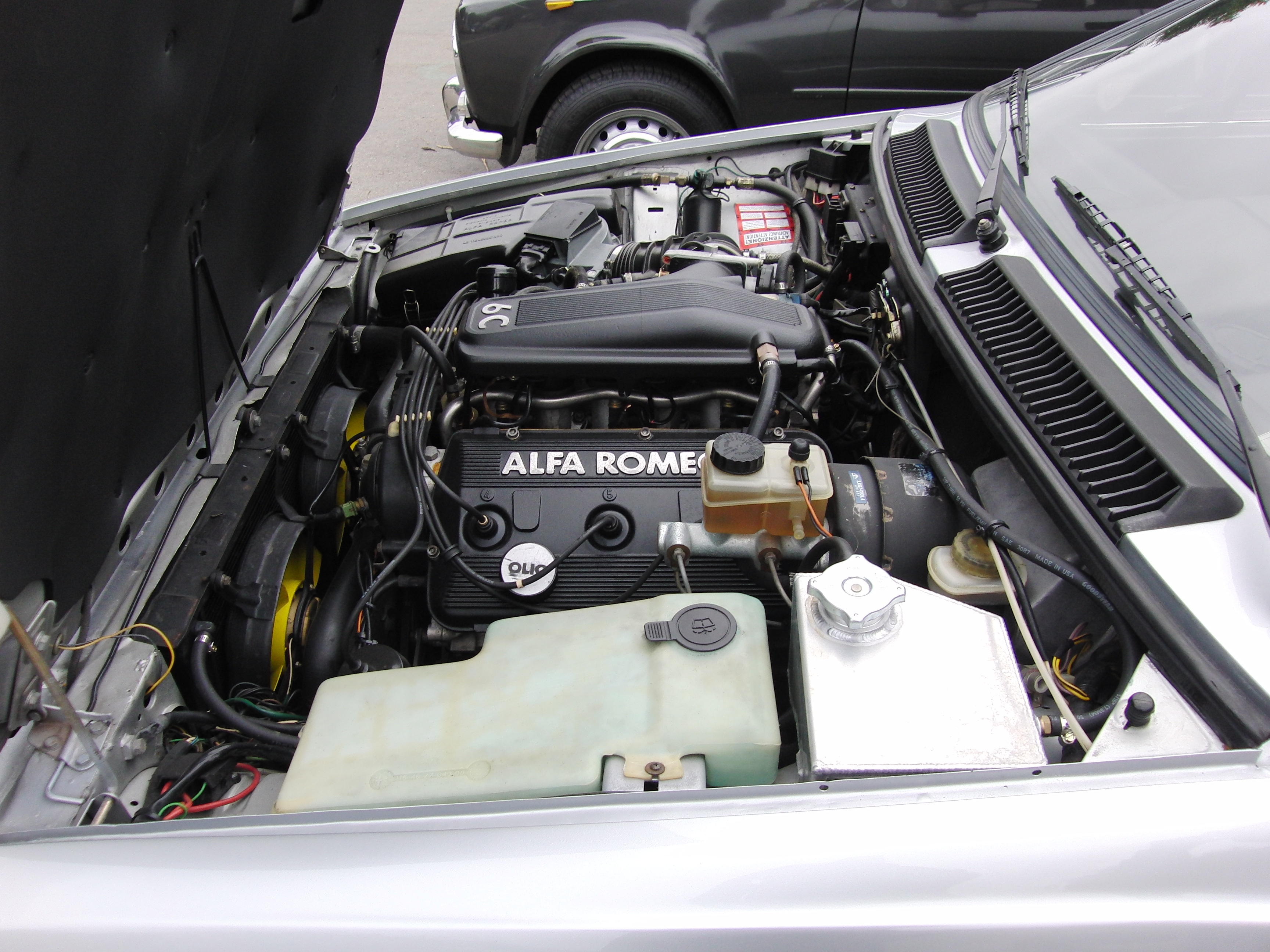
V6 longitudinal de 2.5 L d'une Alfa GTV6.

La version originale du moteur 2.5 L développait 156 cv avec 2 soupapes par cylindre ainsi que 6 carburateurs. L'injection Bosch L-Jetronic a été ajoutée pour l'Alfa 6 de 1983. La dernière Alfa à accueillir le 2.5 L à 12 soupapes est l'Alfa 155 qui parvenait à développer 164 cv.
Modèles équipés du 2.5 L :
- 1979–1986, Alfa Romeo Alfa 6 ;
- 1980–1986, Alfa Romeo GTV6 (Alfa Romeo Alfetta GTV6 2.5) ;
- 1984–1987, Alfa Romeo 90 ;
- 1985–1991, Alfa Romeo 75/Milan ;
- 1992–1997, Alfa Romeo 155 ;
- 1985–1996, Fiat Croma ;
- 1987–1989, Rayton Fissore Magnum V6[9] ;
- 1982, Prototype AC 3000ME MkII[10].

### 2.8 L Gleich
En 1982, le concessionnaire et préparateur allemand Alfa Romeo Gleich a proposé une conversion qui porta la cylindrée du moteur à 2.8 L. La capacité du moteur a été augmentée en utilisant de nouvelles bagues et des pistons Mahle forgés sur mesure, tandis que le taux de compression est passé de 9,5 à 10,5:1. Le 2,5 litres a été réalésé à 93 mm. La puissance développée était de 188cv à 6 300 tr/min pour un couple de 241 nm à 4200 tr/min.
Modèle équipé du 2.8 L :
- 1982 Alfa Romeo Alfetta GTV6 2.8 Gleich.

### 3.0 L SA (Autodelta)
Ce moteur est né de la volonté d'Alfa Romeo d'offrir à son modèle GTV6 un 3.0 L. Seulement 212 exemplaires furent produits entre 1983 et 1985 dans le but d'atteindre le nombre fatidique de 200 exemplaires synonyme d'homologation en Groupe 1. La GTV6 3.0 SA développait ainsi 174cv pour un couple de 222 nm.
La 3.0 GTV6 a été vendue en Afrique du Sud en 1983-1985, avant la sortie de la cylindrée 3.0 L dans le reste du monde. Ce moteur était une conversion manuelle Autodelta basée sur des moteurs à carburateur Alfa Sei 2.5,.
Modèle équipé du 3.0 L SA :
- 1984–1985, Alfa Romeo Alfetta GTV6 3.0 SA.

### 3.0 L
Encouragée par le succès en course du moteur 3.0 SA et la recherche de plus de puissance pour augmenter les ventes de 75 / Milano dans des pays comme les États-Unis, Alfa Romeo a présenté une version d'usine du moteur 3.0 L. L'alésage était de 93 mm comme le 3.0 SA, mais la course a été augmentée à 72,6. Comme les moteurs précédents, il s'agissait d'une conception à 2 soupapes par cylindre avec un seul arbre à cames entraîné par courroie par rangée de cylindres. La principale différence avec la version de course du 3.0 L SA était l'utilisation du système d'injection L-Jetronic de Bosch. Les chiffres de puissance varient de 185 cv à 189 cv à 5800 tr/min, avec taux de compression 9:1.
Ce moteur a été modifié pour un placement transversal dans l'Alfa Romeo 164 et équipé d'un arbre à cames haute performance ainsi que d'un échappement à faible restriction, développant 192cv de base, et 184cv lorsqu'un catalyseur a été ajouté en 1991, la version Quadrifoglio Verde développe quant à elle 200 cv. Le même moteur a été monté sur les Alfa SZ et RZ-ES30, mais grâce à des améliorations notables la puissance fut portée à 207 cv.
Modèles équipés du 3.0 L :
- 1987–1991, Alfa Romeo 75/Milan
- 1988–1997, Alfa Romeo 164
- 1989–1991, Alfa Romeo SZ
- 1992–1994, Alfa Romeo RZ
- 1992–1994, Lancia Thema
- 1993–2000, Alfa Romeo Spider

## 24 soupapes

### 2.5 L 24V

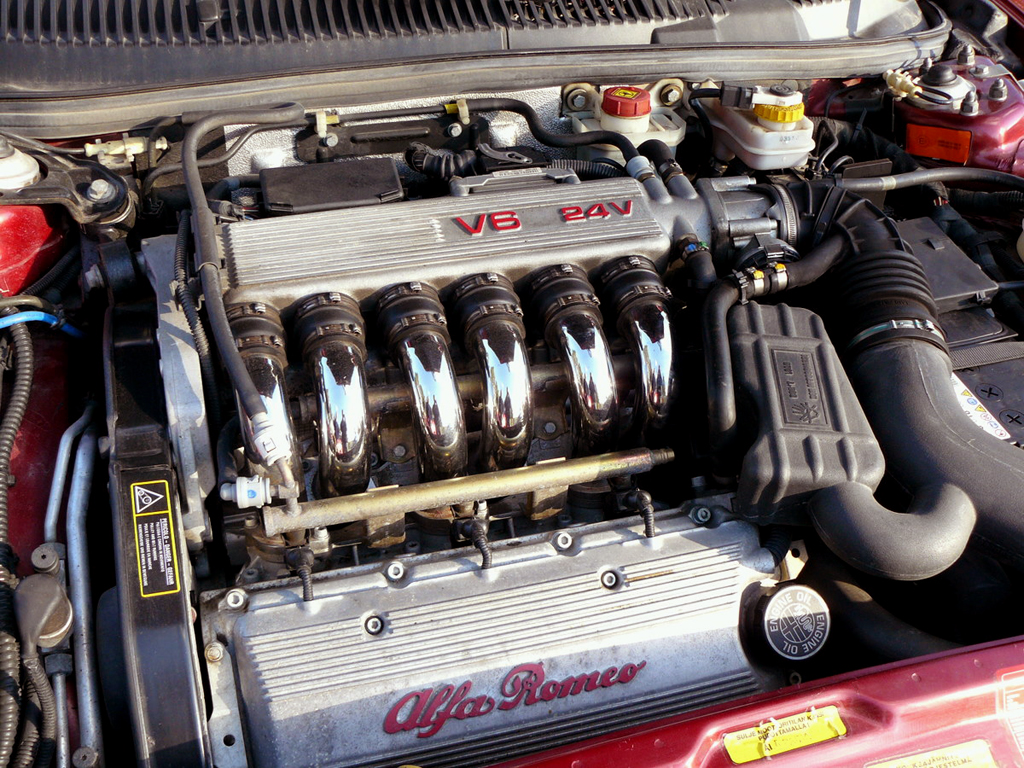
2.5L 24V d'une Alfa Romeo 156.

Une version à quatre soupapes par cylindre a été introduite en 1997 avec l'Alfa Romeo 156. Le moteur développait 187 cv. En 2001, la puissance est portée à 189 cv. L'Alfa Romeo 166 était équipée d'une version légèrement modifiée pour produire plus de couple à bas régime. Cette version de moteur a été récompensée en tant que moteur international de l'année en 2000. Elle possédait un alésage et une course de 88 mm × 68,3 mm, les mêmes que la version à 12 soupapes.
Modèles équipés du 2.5 L 24V :
- 1996 [17] –2005 Alfa Romeo 156 ;
- 1996[17]–2007 Alfa Romeo 166.

### 3.0 L 24V

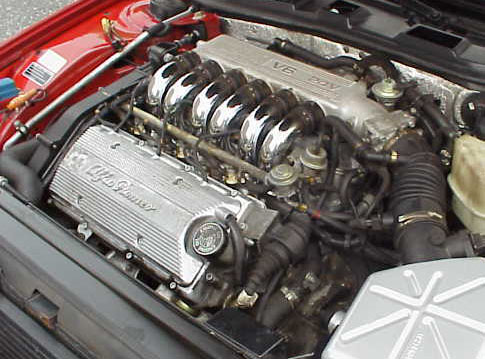
3.0 L 24 V de l'Alfa Romeo 164.

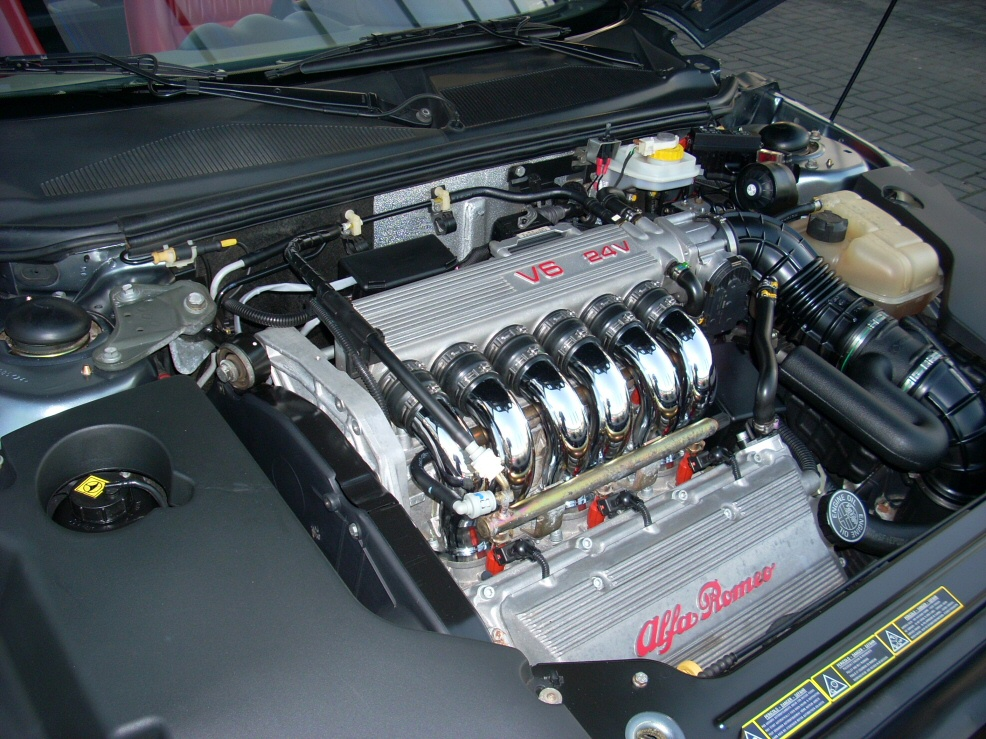
V6 3.0 L 24 V, version plus récente avec lettrage rouge.

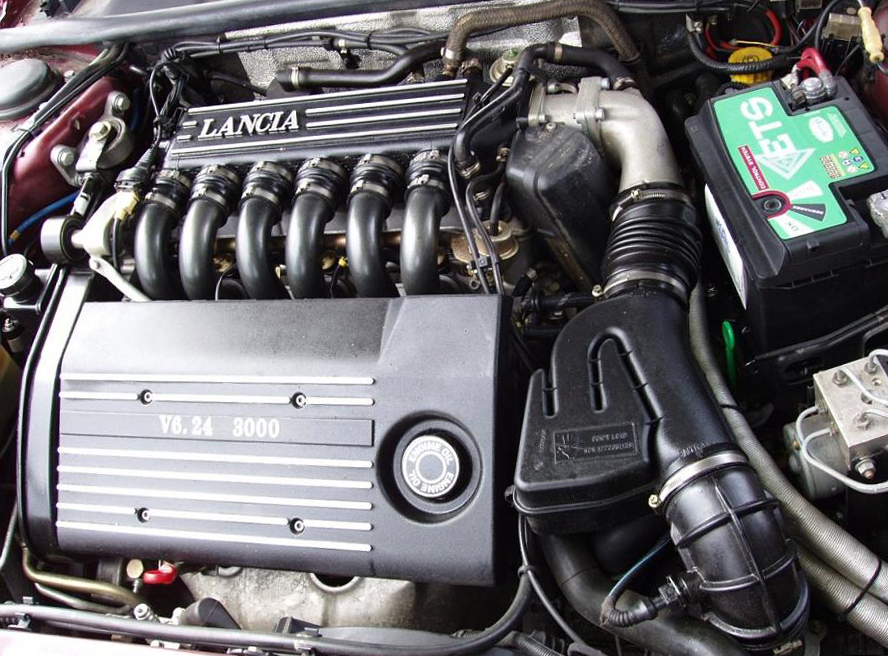
Lancia Kappa 3.0L 24V équipée de pipes d'admission noires.

Le moteur a été mis à niveau avec l'ajout du double arbre à cames en tête en tête ainsi que deux soupapes supplémentaires par cylindre en 1993. La puissance est ainsi poussée à 208cv pour la version classique de l'Alfa Romeo 164. La version QV développait quant à elle 229 cv et la Q4 225 cv. Le 3.0 L 24 V a fini sa carrière dans le capot des Alfa GTV, Spider ainsi que 166. L'alésage et la course étaient similaires à ceux de la version 12 soupapes : 93 mm × 72,6 mm.
Modèles équipés du 3.0 L 24V :
- Concept car Alfa Romeo Proteo de 1991 ;
- 1993–1997, Alfa Romeo 164 ;
- 1994–2000, Lancia Kappa ;
- 1996–2003, Alfa Romeo GTV ;
- 2000–2003, Alfa Romeo Spider ;
- 1996–2007, Alfa Romeo 166 ;
- 2001–2008, Lancia Thesis ;
- Depuis 1998, Gillet Vertigo (Vertigo a également utilisé une version 3,6 L et 3,9 L).

### 3.2 L 24V

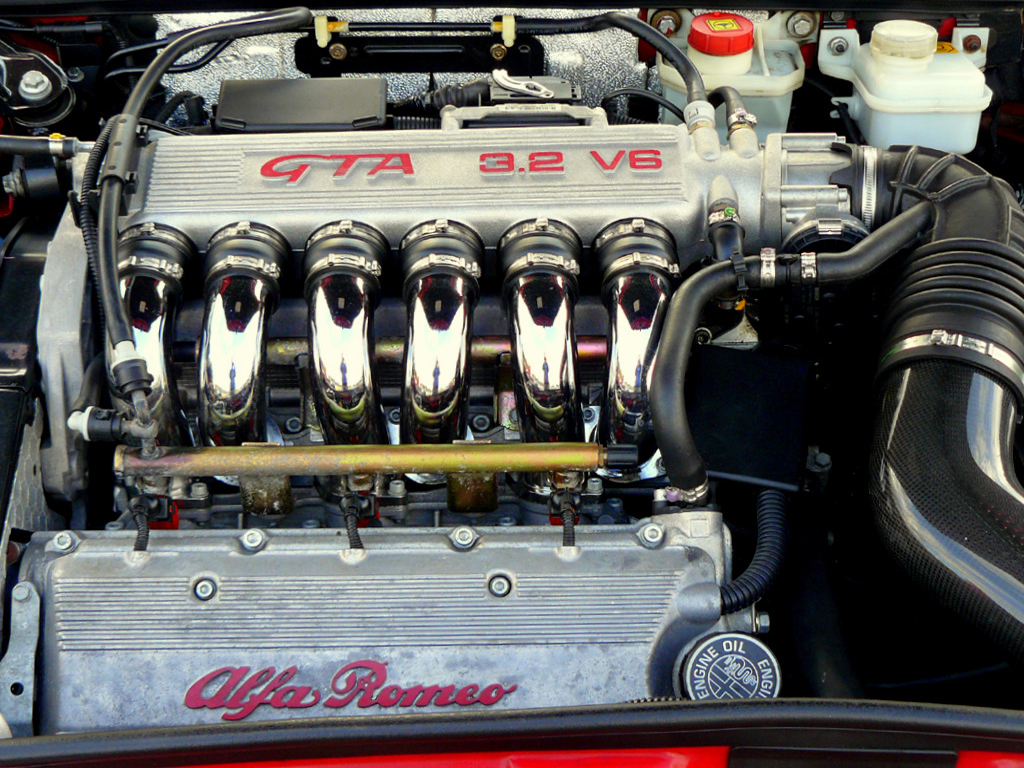
V6 3.2 L de l'Alfa Roméo 147 GTA, version finale du V6 Busso.

En 2002, Alfa Romeo a présenté les 156 et 147 GTA avec une version du V6 arborant une cylindrée de 3 179 cm3. Cette version délivre une puissance de 247 cv pour un couple de 300 nm. Plus tard, ce moteur a également été utilisé dans les Alfa Romeo 166, GTV, Spider et Alfa Romeo GT sous une forme légèrement moins puissante (237 cv). Le moteur possédait un alésage et une course de 93 mm × 78 mm. Le 3.2 L a aussi été monté dans des capots Lancia où il développait 227 cv.
Modèles équipés du 3.2 L :
- 2002–2005, Alfa Romeo 156 GTA ;
- 2002–2005, Alfa Romeo 147 GTA ;
- 2002–2004, Alfa Romeo GTV ;
- 2002–2004, Alfa Romeo Spider ;
- 2003–2007, Alfa Romeo 166 ;
- 2003–2010, Alfa Romeo GT ;
- 2003–2009, Lancia Thesis.

### 3.5 L 24V
En décembre 2002, au Salon de l'automobile de Bologne, Alfa Romeo a présenté un prototype nommé Alfa Romeo 156 GTAm. Construite par N-Technology, avec une cylindrée de 3 458 cm3, la puissance a été augmentée à 300cv à 6 800 tr/min ainsi qu'un alésage et une course de 97mm × 78mm. Cette version n'a jamais été mise en production et était basée sur l'expérience de N-Technology en course avec la 156 GTA SuperTuring.
2.5 L V6 DTM :
Alfa Romeo a couru, au début des années 1990, avec un moteur de 2,5 litres basé sur le V6 à 60º de Busso. Le moteur a été considérablement révisé et avait un alésage et une course différents du moteur standard, respectivement, 93 mm x 61,3 mm, et développant 420 cv à 11 800 tr/min avec un couple de 294nm. Alfa Romeo, au cours de l'ère 1993-1996 du DTM/ITC, a accumulé trente-huit victoires sur un total de quatre-vingt-neuf départs. La voiture équipée du fameux V6 s'est également qualifiée dix-neuf fois en pole et a réalisé le tour le plus rapide de quarante-deux courses.
Modèle utilisant le 2.5 L DTM :
- Alfa Romeo 155 V6 TI DTM[21]

Plus tard, Alfa Romeo a également engagé un moteur V6 PRV à 90º plus léger, développant 490cv à 11 900 tr/min, dans le championnat DTM.

## Utilisation du moteur - tableau
| Positionnement | Moteur                    | Culasse                   | 12 soupapes | 12 soupapes | 12 soupapes | 12 soupapes | 12 soupapes   | 12 soupapes | 24 soupapes | 24 soupapes | 24 soupapes |
| Positionnement | Moteur                    | Version                   | 2.0         | 2.0 Turbo   | 2.5         | 2.8 Gleich  | 3.0 Autodelta | 3.0         | 2.5         | 3.0         | 3.2         |
| Positionnement | Moteur                    | Alésage                   | 80          | 80          | 88          | 93          | 93            | 93          | 88          | 93          | 93          |
| Positionnement | Moteur                    | Course                    | 66,2        | 66,2        | 68,3        | 68,3        | 72            | 72,6        | 68,3        | 72,6        | 78          |
| Positionnement | Moteur                    | Cylindrée                 | 1 996       | 1 996       | 2 492       | 2 784       | 2 934         | 2 959       | 2 492       | 2 959       | 3 179       |
| Longitudinal   | Alfa Romeo Alfa 6         | Alfa Romeo Alfa 6         | 1983-1986   | —           | 1979-1986   | —           | —             | —           | —           | —           | —           |
| Longitudinal   | Alfa Romeo GTV6 (Alfetta) | Alfa Romeo GTV6 (Alfetta) | —           | —           | 1980-1986   | 1982        | 1984-1985     | —           | —           | —           | —           |
| Longitudinal   | Alfa Romeo 90             | Alfa Romeo 90             | 1984-1987   | —           | 1984-1987   | —           | —             | — —         | —           | —           | —           |
| Longitudinal   | Alfa Romeo 75/Milano      | Alfa Romeo 75/Milano      | —           | —           | 1985-1991   | —           | —             | 1987-1991   | —           | —           | —           |
| Longitudinal   | Alfa Romeo SZ             | Alfa Romeo SZ             | —           | —           | —           | —           | —             | 1989-1991   | —           | —           | —           |
| Longitudinal   | Alfa Romeo RZ             | Alfa Romeo RZ             | —           | —           | —           | —           | —             | 1992-1994   | —           | —           | —           |
| Transversal    | Alfa Romeo 164            | Alfa Romeo 164            | —           | 1991-1997   | —           | —           | —             | 1988-1997   | —           | 1993-1997   | —           |
| Transversal    | Alfa Romeo 155            | Alfa Romeo 155            | —           | —           | 1992-1997   | —           | —             | —           | —           | —           | —           |
| Transversal    | Alfa Romeo GTV (916)      | Alfa Romeo GTV (916)      | —           | 1994-2000   | —           | —           | —             | —           | —           | 1996-2003   | 2002-2004   |
| Transversal    | Alfa Romeo Spider (916)   | Alfa Romeo Spider (916)   | —           | 1998-2000   | —           | —           | —             | 1993-2000   | —           | 2000-2003   | 2002-2004   |
| Transversal    | Alfa Romeo 156            | Alfa Romeo 156            | —           | —           | —           | —           | —             | —           | 1996-2005   | —           | —           |
| Transversal    | Alfa Romeo 166            | Alfa Romeo 166            | —           | 1996-2000   | —           | —           | —             | —           | 1996-2007   | 1996-2007   | 2003-2007   |
| Transversal    | Alfa Romeo 156 GTA        | Alfa Romeo 156 GTA        | —           | —           | —           | —           | —             | —           | —           | —           | 2002-2005   |
| Transversal    | Alfa Romeo 147 GTA        | Alfa Romeo 147 GTA        | —           | —           | —           | —           | —             | —           | —           | —           | 2002-2005   |
| Transversal    | Allfa Romeo GT            | Allfa Romeo GT            | —           | —           | —           | —           | —             | —           | —           | —           | 2003-2010   |
| Transversal    | Fiat Croma                | Fiat Croma                | —           | —           | 1985-1996   | —           | —             | —           | —           | —           | —           |
| Transversal    | Lancia Thema              | Lancia Thema              | —           | —           | —           | —           | —             | 1992-1994   | —           | —           | —           |
| Transversal    | Lancia Kappa              | Lancia Kappa              | —           | —           | —           | —           | —             | —           | —           | 1994-2000   | —           |
| Transversal    | Lancia Thesis             | Lancia Thesis             | —           | —           | —           | —           | —             | —           | —           | 2001-2008   | 2003-2009   |

## Fin de production
La production du V6 s'est terminée en 2005 à l'usine Alfa Romeo Arese ; un stock de cinq mille moteurs a été construit, ce stock était destiné à être installé dans les modèles Lancia Thesis, Alfa 166 et Alfa GT. Le moteur a été remplacé dans les 159 et Brera par un nouveau 3.2 L V6 combinant un bloc moteur conçu par General Motors avec des culasses et une induction Alfa Romeo. La société britannique d'ingénierie automobile Cosworth souhaitait acheter des chaînes de montage du moteur Alfa Romeo V6, mais la société italienne ne voulait pas les vendre. La dernière version de 3.2 L était conforme à la norme Euro4, il aurait donc été possible de le produire quelques années de plus. Le concepteur du moteur, Giuseppe Busso, est décédé quelques jours après la production du dernier moteur à Arese.
Depuis 2015, Fiat Powertrain fabrique le tout nouveau moteur V6 Biturbo à 90° dérivé de Ferrari (moteur Ferrari F154) pour les modèles Giulia Quadrifoglio, Stelvio Quadrifoglio et Giulia GTA/GTA-m.